# Gastrectomia em manga
A gastrectomia em manga (ou "sleeve") é uma técnica restritiva que, ao reduzir a capacidade do estômago, faz com que o paciente se sinta satisfeito ao ingerir uma quantidade substancialmente inferior de alimentos.
A Gastrectomia Sleeve é técnica de cirurgia bariátrica realizada por videolaparoscopia e vem sendo muito estudada desde sua primeira realização em 2003 por Regan. Na verdade, apesar de já ter sido descrita desde 1998 porque é passo obrigatório integrante da cirurgia de "Duodenal Switch" somente desde 2003 que começou a ser usada como procedimento isolado.

## Indicações
Como a cirurgia ainda tem caráter experimental, estima-se que seu uso principal ocorra em pacientes com diabetes melito ou super obesos - com Índice de massa corporal (IMC) superior a 50 kg/m² - ou super super obesos - IMC > 60 - como primeiro passo até perda de peso e melhora clínica para realização do segundo tempo do "Duodenal Switch".

## Cirurgia
A técnica da Cirurgia de Sleeve consiste em usar um grampeador cirúrgico ("Stapler") para deixar o estômago com aspecto de cilindro ou luva (daí o termo de gastrectomia em luva). O estômago fica com 150 to 200 mL dependendo do tamanho da sonda orogástrica que é passada para orientar na introdução do "Stapler". É feito por laparoscopia (cirurgia videolaparoscópica).

## Complicações e Mortalidade
Ainda é cedo para essa análise porque são poucos os pacientes operados. Entretanto, as últimas publicações de Sleeve mostraram 0% de mortalidade com 5,1% de formação de fístula gástrica (7 de 137 pacientes) Números esses semelhantes à gastrectomia (retirada do estômago) por câncer.